# رد قلبي (مسلسل)

## ملخص الأحداث
يعمل رب الأسرة في قصر أحد أمراء الأسرة المالكة . يربط الحب بين ابنه علي وإنجي ابنة الباشا منذ الصغر، يصبح علي ضابطًا . يكتشف علاء شقيق إنجي العلاقة بين أخته وعلي، فيقرر والده طرد أبيه من عمله، تتظاهر إنجي بقبول خطبة أحد الأمراء لها لتحمي حبيبها، يعتقد علي أن إنجي تغدر به، وتمضي الأعوام، وفي يوم حريق القاهرة تحاصر النار الراقصة كريمة التي على علاقة بعلي وتحبه فتصاب بحروق تؤدي لوفاتها ولكن قبل أن تموت تسلم علي رسالة إنجي التي أخفتها عنه وفيها تؤكد له حبها . بعد ثورة 52، يرأس علي لجنة مصادرة أملاك الأمير، تلقاه إنجي التي تظن أنه جاء شامتًا ولكنها تكتشف صدق عاطفته.

## الممثلين
| عائلة عبد الواحد - هدى سلطان: والدة علي وحسين - حسن حسني: الريس عبد الواحد الجنايني - محمد رياض : الظابط علي عبد الواحد - أحمد السقا: الظابط حسين أخو علي - داليا مصطفي: بهية بنت خالة علي وزوجة حسين | عائلة الأمير إسماعيل - زيزي البدراوي: في دور والدة أنجي وخالتها - أحمد خليل: الأمير إسماعيل كمال - نرمين الفقي: أنجي بن الأمير أسماعيل - رامز جلال: الأمير علاء أخو أنجي - فتحية شاهين:الدادة - فاروق الرشيدي:إبراهيم الباشكاتب | - وائل نور: الملك فاروق - دينا: الراقصة كريمة زوجة علي عائلة الأمير يوسف - رجاء الجداوي: والدة علاء والزوجة الأولى للأمير أسماعيل - سعيد عبد الغني: الأمير يوسف زين الدين زوج أم الأمير علاء - عمرو عبد الجليل: الأمير إبراهيم زوج أنجي - ميار الببلاوي: سهيلة ابنة الأمير يوسف وزوجة الأمير علاء - عبد الحميد المنير:زكي الباشكاتب |

| - رياض الخولي: سليمان أعز صديق لعلي - يسري مصطفى: حسين سري باشا - مخلص البحيري: الزعيم مصطفى النحاس | - أنور رستم:كريم ثابت باشا - عادل المهيلمي:حافظ عفيفي باشا - أحمد الشناوي | - محمد خيري:أحمد حسنين باشا - فاروق نجيب: إلياس مساعد الملك - فاروق فلوكس:أحمد نجيب الجواهرجي | - رؤوف مصطفى: علي ماهر باشا - محمد التاجي:فؤاد سراج الدين - فاروق سليمان | - جليلة محمود:سنية - دينار:نعيمة - ثريا إبراهيم: أم كريمة |

| - سلاح الفرسان - رشوان سعيد:قائد بالسواري - محمد عبد الجواد:عبد الرحمن - طارق عبد الفتاح:الظابط صلاح الملاكم - عزت بدران:قائد بالسواري - محمود عبد الغفار:حسن | - تمثيل: - لطفي لبيب: أحمد نجيب الهلالي - ماهر لبيب:محمد صلاح الدين - أمين هاشم:إبراهيم عبد الهادي باشا رئيس الديوان - عبد الحميد انيس: السفير مايلز لامبسون - حسن حسين:شوكت به | - حمدي السخاوي:السكرتير الشرقي - كمال الزيني - محمد إمام - جلال عبد القادر:حسن مساعد الملك - يوسف العسال:جنرال ستون: حسن مساعد الملك - ميرال:الملكة ناريمان | - منى قطان:ماريكا اليونانية - ليلى جمال:والدة ناريمان - حسن الديب:بولي - فهمي شتيوي - يوسف حسين - ميسون: صافيناز قريبة أنجي | - محمد الإدنداني:أدريس - عطا الغمراوي - حسن عثمان - كمال الألفي:ياور الملك - عثمان محمد علي: محمد حسين هيكل |

أشترك في التمثيل: أحمد بهلول- عادل الشناوي - محمد عتريس - ممدوح كاسب
الأطفال:هيام محمد سعيد:بهية - شادي عبد الوهاب:علاء الشاب- أحمد حسنين: علي الشاب - أحمد بهلوان: على الطفل - أحمد عبد الوهاب: حسين الطفل- عمرو عبد الخالق:حسين الشاب - أيمن صبحي:علاء الطفل - مايا:أنجي الطفلة - مروة وحيد:إنجي الشابة
بالإضافة الي:أحمد حافظ - حسن يوسف - عادل عطية - عبد الرحمن حامد - سيد حاتم - أحمد كمالي - أحمد عمار - سيد مهدي - أحمد الطاهر - محمود جلفون - حسن صلاح الدين - محمد لطفي - أحمد فوزي - محمد المصري - أبو السعود عطية - عبد العزيز عيسى - فؤاد بشارة - سيد مصطفى